# NBA All-Star Weekend 2018
L'NBA All-Star Weekend 2018 si è tenuto allo Staples Center di Los Angeles, casa dei Los Angeles Lakers e dei Los Angeles Clippers, dal 16 al 18 febbraio 2018. Annunciato il 16 marzo 2016, è stata la sesta volta che questo evento si è svolto nella città californiana, la prima dal 2011. La manifestazione è stata caratterizzata da vari eventi cestistici e si è conclusa con il 67° All-Star Game della NBA.

## Cambio del format
Ad ottobre 2017, l'NBA ha annunciato che l'evento sarà proposto in una nuova modalità rispetto alla tradizionale Eastern Conference contro Western Conference. Questa nuova modalità sarà simile ad un draft-style (formati usati da NHL All-Star Game 2011 - 2015 e NFL Pro Bowl 2014 - 2016). I capitani dei due team verranno determinati dai giocatori più votati nelle rispettive Conference. Inoltre ognuna delle due squadre sceglierà un ente caritatevole a cui devolvere la vincita in beneficenza. Il team vincente riceverà 100.000 dollari per ogni giocatore e il team perdente 25.000 dollari per ciascun giocatore.

### Draft
LeBron James e Stephen Curry sono stati eletti capitani delle due squadre che si affronteranno, in quanto hanno ricevuto più voti nelle rispettive East ed West Conference. James ha il diritto di iniziare il turno nella scelta dei giocatori per il suo team (Team LeBron), in quanto ha ricevuto in assoluto più voti. Quindi sarà il turno di Curry nello scegliere un giocatore per il suo team (Team Stephen). L'insieme iniziale del draft è di 8 giocatori (per un totale di 10 contando James e Curry) tra i più votati e 14 riserve (7 giocatori da ciascuna Conference). Inoltre Curry ha il diritto di scelta per il colore della maglia della sua squadra in quanto l'evento è ospitato nella Western Conference (Los Angeles).

## Venerdì

### NBA All-Star Weekend Celebrity Game
L'NBA All-Star Celebrity Game si è disputato il 16 febbraio al Los Angeles Convention Center. Dal momento che l'All-Star Weekend si svolge a Los Angeles, la partita verrà giocata da due squadre che rappresentano i due team NBA della città, i Los Angeles Lakers (Team Lakers) ed i Los Angeles Clippers (Team Clippers) al posto del tipico West vs. East come nelle edizioni precedenti.
| Giocatore                                     |                                      |
| --------------------------------------------- | ------------------------------------ |
| Sterling Brim                                 | Personalità televisiva/Attore        |
| Nick Cannon (10)                              | Personalità televisiva/Attore/Rapper |
| Terence Crawford                              | Pugile                               |
| Rachel DeMita (2)                             | Personalità televisiva               |
| Jerry Ferrara                                 | Attore                               |
| Marc Lasry (3)                                | Proprietario dei Milwaukee Bucks     |
| Tracy McGrady (2)                             | Ex-giocatore NBA                     |
| Caleb McLaughlin (2)                          | Attore                               |
| Candace Parker (2)                            | Giocatrice WNBA                      |
| Nate Robinson                                 | Ex-giocatore NBA                     |
| Drew Scott (3)                                | Attore                               |
| Kris Wu (3)                                   | Cantante/Attore                      |
| Justin Bieber (3)                             | Cantante/Attore                      |
| Allenatore: Rachel Nichols (Conduttrice ESPN) |                                      |
| Assistente: Tracy McGrady                     |                                      |
| Assistente: Michael B. Jordan (Attore)        |                                      |

| Giocatore                                  |                                             |
| ------------------------------------------ | ------------------------------------------- |
| Anthony Anderson (4)                       | Attore                                      |
| Brandon Armstrong (2)                      | Social media star, ex-giocatore di D-League |
| Miles Brown                                | Attore                                      |
| Win Butler (4)                             | Musicista                                   |
| Common (7)                                 | Rapper/Attore                               |
| Andre De Grasse                            | Velocista olimpico                          |
| Stefanie Dolson                            | Giocatrice WNBA                             |
| Jamie Foxx                                 | Attore/Comico/Cantante                      |
| Paul Pierce                                | Ex-giocatore NBA                            |
| Dascha Polanco                             | Attrice                                     |
| Bubba Watson                               | Golfista                                    |
| Jason Williams (2)                         | Ex-giocatore NBA                            |
| Quavo                                      | Rapper                                      |
| Allenatore: Katie Nolan (Conduttrice ESPN) |                                             |
| Assistente: Paul Pierce                    |                                             |
| Assistente: Common                         |                                             |

### NBA Rising Stars Challenge
Il secondo evento del venerdì è l'NBA Rising Stars Challenge, una sfida tra due squadre miste di rookies e sophomores della stagione NBA 2017-2018. I giocatori sono stati selezionati dai vice allenatori delle squadre NBA.
| Ruolo                                      | Giocatore        | Squadra          | R/S       |
| ------------------------------------------ | ---------------- | ---------------- | --------- |
| P                                          | Lonzo Ball       | L.A. Lakers      | Rookie    |
| PG                                         | Malcolm Brogdon  | Milwaukee Bucks  | Sophomore |
| AP                                         | Jaylen Brown     | Boston Celtics   | Sophomore |
| AG                                         | John Collins     | Atlanta Hawks    | Rookie    |
| P                                          | Kris Dunn        | Chicago Bulls    | Sophomore |
| AP                                         | Brandon Ingram   | L.A. Lakers      | Sophomore |
| AG                                         | Kyle Kuzma       | L.A. Lakers      | Rookie    |
| G                                          | Donovan Mitchell | Utah Jazz        | Rookie    |
| P                                          | Dennis Smith Jr. | Dallas Mavericks | Rookie    |
| AP                                         | Jayson Tatum     | Boston Celtics   | Rookie    |
| A                                          | Taurean Prince   | Atlanta Hawks    | Sophomore |
| Allenatore: Rex Kalamian (Toronto Raptors) |                  |                  |           |

| Ruolo                                    | Naz.                 | Giocatore         | Team               | R/S       |
| ---------------------------------------- | -------------------- | ----------------- | ------------------ | --------- |
| G                                        | Serbia (bandiera)    | Bogdan Bogdanović | Sacramento Kings   | Rookie    |
| AP                                       | Canada (bandiera)    | Dillon Brooks     | Memphis Grizzlies  | Rookie    |
| C                                        | Camerun (bandiera)   | Joel Embiid       | Philadelphia 76ers | Sophomore |
| G                                        | Bahamas (bandiera)   | Buddy Hield       | Sacramento Kings   | Sophomore |
| AG                                       | Finlandia (bandiera) | Lauri Markkanen   | Chicago Bulls      | Rookie    |
| G                                        | Canada (bandiera)    | Jamal Murray      | Denver Nuggets     | Sophomore |
| P                                        | Francia (bandiera)   | Frank Ntilikina   | N.Y. Knicks        | Rookie    |
| AG                                       | Lituania (bandiera)  | Domantas Sabonis  | Indiana Pacers     | Sophomore |
| P                                        | Australia (bandiera) | Ben Simmons       | Philadelphia 76ers | Rookie    |
| AG                                       | Croazia (bandiera)   | Dario Šarić       | Philadelphia 76ers | Sophomore |
| Allenatore: Roy Rogers (Houston Rockets) |                      |                   |                    |           |

| Arbitri: | Lauren Holtkamp Dedric Taylor Tyler Ford |

|                                  |            |                            |
| Hield 29 Bogdanović 26 Murray 21 | Punti      | 35 Brown 20 Kuzma 15 Tatum |
| Simmons 13                       | Assist     | 7 Donovan Mitchell         |
| Sabonis 11                       | Rimbalzi   | 10 Brown                   |
| Rex Kalamian                     | Allenatori | Roy Rogers                 |

## Sabato
Durante l'NBA All-Star Saturday Night si disputano: lo Skills Challenge, il Three-Point Contest e lo Slam Dunk Contest.

### Skills Challenge
| Ruolo | Giocatore          | Squadra            | Altezza | Peso |
| ----- | ------------------ | ------------------ | ------- | ---- |
| PG    | Spencer Dinwiddie  | Brooklyn Nets      | 198     | 91   |
| C     | Joel Embiid        | Philadelphia 76ers | 213     | 113  |
| AC    | Al Horford         | Boston Celtics     | 208     | 111  |
| AG    | Lauri Markkanen    | Chicago Bulls      | 213     | 104  |
| G     | Donovan Mitchell   | Utah Jazz          | 190     | 97   |
| G     | Jamal Murray       | Denver Nuggets     | 193     | 94   |
| AG    | Kristaps Porziņģis | N.Y. Knicks        | 221     | 109  |
| PG    | Lou Williams       | L.A. Clippers      | 185     | 79   |
| G     | Buddy Hield        | Sacramento Kings   | 193     | 97   |
| C     | Andre Drummond     | Detroit Pistons    | 213     | 127  |

### Three-Point Contest
| Ruolo | Giocatore       | Squadra          | Altezza | Peso | Primo round | Ultimo round |
| ----- | --------------- | ---------------- | ------- | ---- | ----------- | ------------ |
| G     | Devin Booker    | Phoenix Suns     | 198     | 93   | 19          | 28           |
| GA    | Klay Thompson   | G.S. Warriors    | 201     | 93   | 19          | 25           |
| A     | Tobias Harris   | L.A. Clippers    | 206     | 103  | 18          | 17           |
| G     | Wayne Ellington | Miami Heat       | 193     | 91   | 17          | —            |
| G     | Bradley Beal    | Wash. Wizards    | 196     | 94   | 15          | —            |
| G     | Eric Gordon     | Houston Rockets  | 193     | 97   | 12          | —            |
| P     | Kyle Lowry      | Toronto Raptors  | 183     | 93   | 11          | —            |
| GA    | Paul George     | Oklahoma Thunder | 206     | 100  | 9           | —            |

### Slam Dunk Contest
| Ruolo | Giocatore        | Squadra             | Altezza | Peso | Primo round | Ultimo round |
| ----- | ---------------- | ------------------- | ------- | ---- | ----------- | ------------ |
| A     | Aaron Gordon     | Orlando Magic       | 206     | 102  | —           | —            |
| AG    | Larry Nance Jr.  | Cleveland Cavaliers | 206     | 107  | 93 (44+49)  | 96 (46+50)   |
| G     | Victor Oladipo   | Indiana Pacers      | 193     | 95   | 71 (31+40)  | —            |
| P     | Dennis Smith Jr. | Dallas Mavericks    | 191     | 88   | 89 (39+50)  | —            |
| G     | Donovan Mitchell | Utah Jazz           | 190     | 97   | 98 (48+50)  | 98 (50+48)   |

## Domenica

### All-Star Game

#### Allenatori
Le due squadre verranno allenate da due allenatori delle rispettive conference. Steve Kerr, allenatore dei Golden State Warriors e Brad Stevens, allenatore dei Boston Celtics, non potevano esser scelti in quanto erano gli allenatori nell'edizione precedente. Mike D'Antoni, allenatore degli Houston Rockets, è stato scelto per guidare il Team Stephen. Dwane Casey, allenatore dei Toronto Raptors, è stato invece scelto per guidare il Team LeBron.

#### Squadre
I giocatori presenti all'All-Star Game vengono selezionati tramite una procedura di voto. Il quintetto titolare viene scelto non solo dal voto dei fans ma anche dai media e dai giocatori NBA stessi. Il voto dei tifosi incide per il 50%, mentre il voto dei giocatori NBA e dei media si divide in parte uguali per il 50% rimasto. Le due guardie e i tre giocatori d'area che ricevono il maggior numero di voti, vengono scelti come titolari. Gli allenatori invece votano per le riserve delle rispettive conference, senza poter votare i giocatori della propria squadra. Ogni allenatore seleziona due guardie, tre giocatori d'area e due wild cards, con ciascun giocatore selezionato in ordine di preferenza all'interno di ciascuna categoria. Se un giocatore può giocare in più posizioni, gli allenatori sono incoraggiati a scegliere in quale ruolo il giocatore in questione "porterebbe maggior vantaggio alla squadra All-Star".
Il quintetto titolare dell'All-Star Game è stato annunciato il 18 gennaio 2018. Kyrie Irving dei Boston Celtics e DeMar DeRozan dei Toronto Raptors sono stati scelti come titolari di scorta, venendo scelti rispettivamente per la quinta e quarta volta all'All-Star Game. LeBron James è stato scelto come titolare per la quattordicesima volta, superando così Dirk Nowitzki nella classifica dei giocatori scelti più volte attualmente in attività. Insieme a LeBron, ci saranno anche Joel Embiid dei Philadelphia 76ers, alla sua prima chiamata in assoluto e Giannīs Antetokounmpo dei Milwaukee Bucks, alla sua seconda chiamata.
Stephen Curry dei Golden State Warriors e James Harden degli Houston Rockets sono stati scelti come titolari, guadagnandosi così rispettivamente la quinta e sesta chiamata all'All-Star Game. Insieme a loro, sono stati scelti Kevin Durant dei Golden State Warriors, alla sua nona chiamata, DeMarcus Cousins ed Anthony Davis dei New Orleans Pelicans alla loro quarta e quinta selezione.
Le riserve dell'All-Star Game sono state rivelate il 23 gennaio 2018. Le riserve della Western Conference includono Russell Westbrook degli Oklahoma City Thunder alla sua settima apparizione, Klay Thompson e Draymond Green dei Golden State Warriors alla loro rispettiva quarta e terza chiamata, LaMarcus Aldridge dei San Antonio Spurs alla sua sesta apparizione, Damian Lillard dei Portland Trail Blazers, terza chiamata, insieme a Karl-Anthony Towns e Jimmy Butler dei Minnesota Timberwolves alla loro prima e quarta chiamata.
Le riserve della Western Conference invece sono composte da Kyle Lowry dei Toronto Raptors alla sua quadra scelta, Al Horford dei Boston Celtics alla sua quinta apparizione, John Wall e Bradley Beal dei Washington Wizards alla rispettiva quinta e prima apparizione, Victor Oladipo degli Indiana Pacers anche lui alla sua prima chiamata, Kevin Love dei Cleveland Cavaliers alla quinta apparizione e Kristaps Porziņģis dei New York Knicks alla sua prima chiamata.

#### Draft
LeBron James e Stephen Curry sono stati scelti come capitani delle due squadre, avendo ricevuto più voti rispettivamente nella Eastern e nella Western Conference. James ha ottenuto la prima scelta assoluta, in quanto giocatore più votato in generale, mentre a Curry è stata data la scelta della maglia, in quanto la Western Conference ha lo status di squadra casalinga. In totale nel draft vengono scelti altri otto titolari e quattordici riserve (sette per ogni conference). Il 25 gennaio 2018 LeBron James e Stephen Curry hanno creato le squadre tramite il draft, il quale non è stato trasmesso in TV per diverse ragioni. Il Commissioner NBA Adam Silver invece avrà il potere di scelta dei sostituti dei giocatori che non possono partecipare all'All-Star Game, scegliendo un giocatore della stessa conference del giocatore rimpiazzato. Se il giocatore che dev'essere rimpiazzato è uno dei cinque titolari, sarà invece l'allenatore della squadra a scegliere il nuovo titolare.
| Ruolo                   | Giocatore               | Squadra             |          |
| Titolari                | Titolari                | Titolari            | Titolari |
| ----------------------- | ----------------------- | ------------------- | -------- |
| AP                      | Kevin Durant            | G.S. Warriors       |          |
| AC                      | Anthony Davis           | N.O. Pelicans       |          |
| AP                      | LeBron James            | Cleveland Cavaliers |          |
| C                       | DeMarcus Cousins        | N.O. Pelicans       |          |
| P                       | Kyrie Irving            | Boston Celtics      |          |
| Riserve                 |                         |                     |          |
| G                       | Bradley Beal            | Wash. Wizards       |          |
| AG                      | LaMarcus Aldridge       | San Antonio Spurs   |          |
| AC                      | Kevin Love              | Cleveland Cavaliers |          |
| P                       | Russell Westbrook       | Oklahoma Thunder    |          |
| G                       | Victor Oladipo          | Indiana Pacers      |          |
| AG                      | Kristaps Porziņģis      | N.Y. Knicks         |          |
| P                       | John Wall               | Wash. Wizards       |          |
| GA                      | Paul George             | Oklahoma Thunder    |          |
| C                       | Andre Drummond          | Detroit Pistons     |          |
| PG                      | Goran Dragić            | Miami Heat          |          |
| P                       | Kemba Walker            | Charlotte Hornets   |          |
| Allenatore: Dwane Casey | Allenatore: Dwane Casey | Toronto Raptors     |          |

| Ruolo                     | Giocatore                 | Squadra             |          |
| Titolari                  | Titolari                  | Titolari            | Titolari |
| ------------------------- | ------------------------- | ------------------- | -------- |
| PG                        | James Harden              | Houston Rockets     |          |
| G                         | DeMar DeRozan             | Toronto Raptors     |          |
| P                         | Stephen Curry             | G.S. Warriors       |          |
| GA                        | Giannīs Antetokounmpo     | Milwaukee Bucks     |          |
| C                         | Joel Embiid               | Philadelphia 76ers  |          |
| Riserve                   |                           |                     |          |
| P                         | Damian Lillard            | Portland T. Blazers |          |
| GA                        | Jimmy Butler              | Minnesota T'wolves  |          |
| AG                        | Draymond Green            | G.S. Warriors       |          |
| P                         | Kyle Lowry                | Toronto Raptors     |          |
| GA                        | Klay Thompson             | G.S. Warriors       |          |
| C                         | Karl-Anthony Towns        | Minnesota T'wolves  |          |
| AC                        | Al Horford                | Boston Celtics      |          |
| Allenatore: Mike D'Antoni | Allenatore: Mike D'Antoni | Houston Rockets     |          |

| Arbitri: | James Capers Gary Zielinski Tony Brown |

|                              |            |                                        |
| James 29 Durant 19 George 16 | Punti      | 21 DeRozan, Lillard 19 Embiid 17 Towns |
| Irving 9                     | Assist     | 11 Lowry                               |
| James 10                     | Rimbalzi   | 10 Towns                               |
| Dwane Casey                  | Allenatori | Mike D'Antoni                          |